# Franz Christoph von Khevenhüller-Frankenburg
Franz Christoph von Khevenhüller-Frankenburg, né le 21 février 1588 au château de Landskron en Carinthie et mort le 13 juin 1650 à Baden en Autriche, fut un trésorier, chambellan et diplomate au service de la monarchie de Habsbourg. 

## Biographie
Fils de Bartholomée Khevenhüller (de), comte de Frankenburg (1539-1613), et de son épouse Bianca Ludmilla von Thurn-Valsassina († 1595), Franz Christoph von Khevenhüller vient d'une famille protestante. Grandi à la cour de l'archiduc Ferdinand II d'Autriche à Villach et à Graz, il a fait des études à l'université de Padoue et s'est converti au catholicisme en 1609.
Pendant quatorze ans, de 1617 à 1631, il fut envoyé de l'empereur Matthias Ier de Habsbourg et de son successeur Ferdinand II à la cour espagnole de Madrid. Le 26 septembre 1617, sa contribution à la paix de Madrid mettant fin à la guerre de Gradisca et les raids uscoques a été déterminante. Grâce à lui, les projets de mariage de la princesse Marie-Anne, fille du roi Philippe III d'Espagne, avec Charles Ier, fils du roi Jacques Ier d'Angleterre, ont échoué et la jeune femme se fiance avec le futur empereur Ferdinand III ; en fin de compte, les deux branches de la maison de Habsbourg ont a nouveau été étroitement liées.
Franz Christoph von Khevenhüller obtient le titre de Geheimer Rat en 1621 et  l’ordre de la Toison d’or en 1623. Il est évoqué dans les Mémoires (1628) du cardinal de Richelieu qui l'appelle "le comte de Franchambourg". Revenu à la cour de Vienne, il était occupé de rédiger une chronique du règne de son patron Ferdinand II, les Annales Ferdinandei, une source documentaire précieuse à l'historiographie du XVIIe siècle.